# HC Berounské Lvice
HC Berounské Lvice (celým názvem: Hockey Club Berounské Lvice) je český klub ženského ledního hokeje, který sídlí v Berouně ve Středočeském kraji. Založen byl v roce 1985 pod názvem TJ Lokomotiva Beroun. Klub patřil mezi průkopníky ženského hokeje v tehdejším Československu. V roce založení se klub zúčastnil prvního mistrovství ženského hokeje pořádaného na území Československa. Celkově se Berounu povedlo získat šest mistrovských titulů v soutěži žen. Od sezóny 2017/18 působí v 1. lize ženského hokeje, druhé české nejvyšší soutěži ledního hokeje žen. Klubové barvy jsou červená, bílá a modrá.
Své domácí zápasy odehrává na zimním stadionu Beroun s kapacitou 2 272 diváků.

## Historické názvy
Zdroj:
- 1985 – TJ Lokomotiva Beroun (Tělovýchovná jednota Lokomotiva Beroun)
- 1992 – HC Amazonky Lokomotiva Beroun (Hockey Club Amazonky Lokomotiva Beroun)
- 1993 – HC H+S Beroun (Hockey Club H+S Beroun)
- 1996 – HC Berounské Lvice (Hockey Club Berounské Lvice)

## Získané trofeje
- Extraliga ženského hokeje ( 6× )
  - 1987, 1988, 1989/90, 1990/91, 1991/92, 1992/93

## Umístění v jednotlivých sezonách
Stručný přehled
Zdroj:
- 1985–1986: Turnaj v Klatovech (1. ligová úroveň v Československu)
- 1987–1988: Pohár Ústředního výboru Socialistického svazu mládeže (1. ligová úroveň v Československu)
- 1989: Pohár ČSSS (1. ligová úroveň v Československu)
- 1989–1993: 1. liga (1. ligová úroveň v Československu)
- 1993–2000: 1. liga (1. ligová úroveň v České republice)
- 2000–2011: 1. liga (1. ligová úroveň v České republice)
- 2011–2012: 1. liga – sk. A (1. ligová úroveň v České republice)
- 2012–2017: 1. liga – divize A1 (1. ligová úroveň v České republice)
- 2017– : 1. liga – sk. A (2. ligová úroveň v České republice)

Jednotlivé ročníky
Zdroj:
Legenda: ZČ – základní část, červené podbarvení – sestup, zelené podbarvení – postup, fialové podbarvení – reorganizace, změna skupiny či soutěže
| Československo (1985 – 1993) |                     |           |          |                                       |                    |
| Sezóny                       | Soutěž              | Úroveň    | ZČ       | Play-off, nadstavba, sk. o udržení... | Poznámky           |
| 1985                         | Turnaj v Klatovech  | 1. úroveň | ?. místo |                                       |                    |
| 1986                         | Turnaj v Klatovech  | 1. úroveň | ?. místo |                                       | Reorganizace       |
| 1987                         | Pohár ÚV SSM        | 1. úroveň | 1. místo |                                       |                    |
| 1988                         | Pohár ÚV SSM        | 1. úroveň | 1. místo |                                       | Reorganizace       |
| 1989                         | Pohár ČSSS          | 1. úroveň | ?. místo |                                       | Reorganizace       |
| 1989/90                      | 1. liga             | 1. úroveň | 1. místo |                                       |                    |
| 1990/91                      | 1. liga             | 1. úroveň | 1. místo |                                       |                    |
| 1991/92                      | 1. liga             | 1. úroveň | 1. místo |                                       |                    |
| 1992/93                      | 1. liga             | 1. úroveň | 1. místo | vítěz                                 |                    |
| Česko (1993 – )              |                     |           |          |                                       |                    |
| Sezóny                       | Soutěž              | Úroveň    | ZČ       | Play-off, nadstavba, sk. o udržení... | Poznámky           |
| 1993/94                      | 1. liga             | 1. úroveň | 3. místo | o bronz prohra (4. místo)             |                    |
| 1994/95                      | 1. liga             | 1. úroveň | 4. místo |                                       |                    |
| 1995/96                      | 1. liga             | 1. úroveň | 2. místo |                                       |                    |
| 1996/97                      | 1. liga             | 1. úroveň | 4. místo |                                       | skupina Čechy      |
| 1997/98                      | 1. liga             | 1. úroveň | 4. místo |                                       | skupina Čechy      |
| 1998/99                      | 1. liga             | 1. úroveň | 2. místo |                                       |                    |
| 1999/00                      | 1. liga             | 1. úroveň | ?. místo |                                       |                    |
| ...                          |                     |           |          |                                       |                    |
| 2010/11                      | 1. liga             | 1. úroveň | ?. místo |                                       | Reorganizace       |
| 2011/12                      | 1. liga – sk. A     | 1. úroveň | 7. místo | Nadstavba E (2. místo)                | Reorganizace       |
| 2012/13                      | 1. liga – divize A1 | 1. úroveň | 3. místo |                                       |                    |
| 2013/14                      | 1. liga – divize A1 | 1. úroveň | 3. místo |                                       |                    |
| 2014/15                      | 1. liga – divize A1 | 1. úroveň | 3. místo |                                       |                    |
| 2015/16                      | 1. liga – divize A1 | 1. úroveň | 5. místo |                                       |                    |
| 2016/17                      | 1. liga – divize A1 | 1. úroveň | 3. místo |                                       | Reorganizace       |
| 2017/18                      | 1. liga – sk. A     | 2. úroveň | 2. místo |                                       |                    |
| 2018/19                      | 1. liga – sk. A     | 2. úroveň | 3. místo |                                       |                    |
| 2019/20                      | 1. liga – sk. A     | 2. úroveň | 3. místo |                                       |                    |
| 2020/21                      | 1. liga – sk. A     | 2. úroveň |          |                                       | nedohráno covid 19 |
| 2021/22                      | 1. liga – sk. A     | 2. úroveň | 4. místo |                                       | Reorganizace       |
| 2022/23                      | 1. liga – sk. A     | 2. úroveň | 1. místo | Automatický postup do Extraligy       |                    |
| 2023/24                      | Extraliga           | 1. úroveň | 5. místo |                                       |                    |